# Tihamér Tóth
Tihamér Tóth (* 25. Mai 1971 in Zalaegerszeg) ist ein ungarischer Jurist. Er ist Richter am Gericht der Europäischen Union.

## Leben und Wirken
Tóth studierte Rechtswissenschaften an der Universität der Wissenschaften Szeged, wo er 1994 seinen Abschluss machte und im Jahr 2001 zum Dr. iur. promoviert wurde. Nach seinem Studienabschluss trat er als Jurist in den Dienst des Büros für europäische Angelegenheiten, das nacheinander dem ungarischen Ministerium für internationale Wirtschaftsbeziehungen, dann dem Ministerium für Industrie und Handel und schließlich dem Ministerium für auswärtige Angelegenheiten zugeordnet war. 1997 wechselte er als Referent in das Internationale Büro der ungarischen Wettbewerbsbehörde. 2003 wurde er Vizepräsident dieser Behörde und war zugleich Präsident des ungarischen Wettbewerbsrats. 2009 schied er aus dem Staatsdienst aus und war seitdem bis 2022 als Rechtsanwalt in Ungarn insbesondere auf dem Gebiet des Wettbewerbsrechts tätig. Daneben unterrichtete er an der Katholischen Péter-Pázmány-Universität, wo er 2010 Vizedekan für Forschung und internationale Beziehungen, ab 2013 für studentische Angelegenheiten und seit 2015 schließlich für internationale Beziehungen wurde. Seit 2018 hat er dort einen ordentlichen Lehrstuhl inne. Von 2019 bis 2022 hatte er eine Jean-Monnet-Lehrstuhl für Wettbewerbsrecht inne.
Am 6. Juli 2022 wurde Tóth als Nachfolger des 2021 verstorbenen Barna Berke zum Richter am Gericht der Europäischen Union ernannt.